# Мельдола
Мельдола (італ. Meldola) — муніципалітет в Італії, у регіоні Емілія-Романья,  провінція Форлі-Чезена.
Мельдола розташована на відстані близько 260 км на північ від Рима, 75 км на південний схід від Болоньї, 12 км на південь від Форлі.
Населення — 10 052 особи (2014). День покровителя комуни Миколая Чудотворця відзначається 6 грудня. 

## Демографія
Населення за роками:

Станом на 1 січня 2023 року в муніципалітеті офіційно проживав 1251 іноземець з 50 країн, серед них 415 громадян країн Євросоюзу та 24 громадяни України.

## Сусідні муніципалітети
- Бертіноро
- Чезена
- Чивітелла-ді-Романья
- Форлі
- Предаппіо
- Форлімпополі